# Совєтська сільська рада (Первомайський район)
Совє́тська сільська рада (рос. Советский сельский совет) — сільське поселення у складі Первомайського району Оренбурзької області Росії.
Адміністративний центр — село Совєтське.

## Населення
Населення — 738 осіб (2019; 812 в 2010, 963 у 2002).

## Склад
До складу сільської ради входять:
| Населений пункт    | Населення, осіб (2002) | Населення, осіб (2010) |
| ------------------ | ---------------------- | ---------------------- |
| П'ятилітка, селище | 25                     | 8                      |
| Совєтське, село    | 938                    | 804                    |